# Dawn Harper-Nelson
Dawn Harper-Nelson (East St. Louis, 13 maggio 1984) è un'ex ostacolista statunitense, campionessa olimpica dei 100 metri ostacoli a Pechino 2008 e argento a Londra 2012.

## Biografia
Nel 2008 ai trials statunitensi Dawn Harper ottiene il 3º posto sui 100 m ostacoli, col tempo di 12"62, e la relativa qualificazione alle XXIX Olimpiadi. Proprio a Pechino Dawn si laurea campionessa olimpica vincendo l'oro sui 100 m ostacoli e stabilendo anche il suo nuovo primato personale col tempo di 12"54.
Nel 2009 si laurea campionessa statunitense dei 100 m ostacoli ed ai Mondiali di Berlino stabilisce in semifinale il suo nuovo primato personale con 12"48. In finale però non riesce a ripetersi concludendo la gara al 7º posto con un tempo di 12"81. Al meeting di Zurigo, il 28 agosto, eguaglia il proprio primato personale di 12"48.
Attualmente risiede a Los Angeles ed è allenata da Bob Kersee.

## Progressione

### 100 metri ostacoli
| Stagione | Tempo | Luogo       | Data      | Rank. Mond. |
| -------- | ----- | ----------- | --------- | ----------- |
| 2016     | 13"01 | Eugene      | 28-5-2016 | 53ª         |
| 2015     | 12"48 | Eugene      | 26-6-2015 | 3ª          |
| 2014     | 12"44 | Saint-Denis | 5-7-2014  | 1ª          |
| 2013     | 12"48 | Bruxelles   | 6-9-2013  | 3ª          |
| 2012     | 12"37 | Londra      | 7-8-2012  | 2ª          |
| 2011     | 12"47 | Taegu       | 3-9-2011  | 2ª          |
| 2009     | 12"48 | Zurigo      | 28-8-2009 | 3ª          |
| 2009     | 12"48 | Berlino     | 19-8-2009 | 3ª          |
| 2008     | 12"54 | Pechino     | 19-8-2008 | 6ª          |
| 2007     | 12"67 | Bochum      | 12-8-2007 | 9ª          |
| 2006     | 12"80 | Provo       | 27-5-2006 | 22ª         |
| 2005     | 12"91 | Carson      | 25-6-2005 | 35ª         |
| 2005     | 12"91 | Sacramento  | 10-6-2005 | 35ª         |
| 2005     | 12"91 | Sacramento  | 8-6-2005  | 35ª         |
| 2005     | 12"91 | Westwood    | 15-5-2005 | 35ª         |
| 2004     | 13"16 | Tucson      | 14-5-2004 | 77ª         |
| 2003     | 13"33 | Palo Alto   | 31-5-2003 | 114ª        |
| 2003     | 13"33 | Los Angeles | 18-5-2003 | 114ª        |
| 2001     | 13"54 | Champaign   | 19-5-2001 |             |

## Palmarès

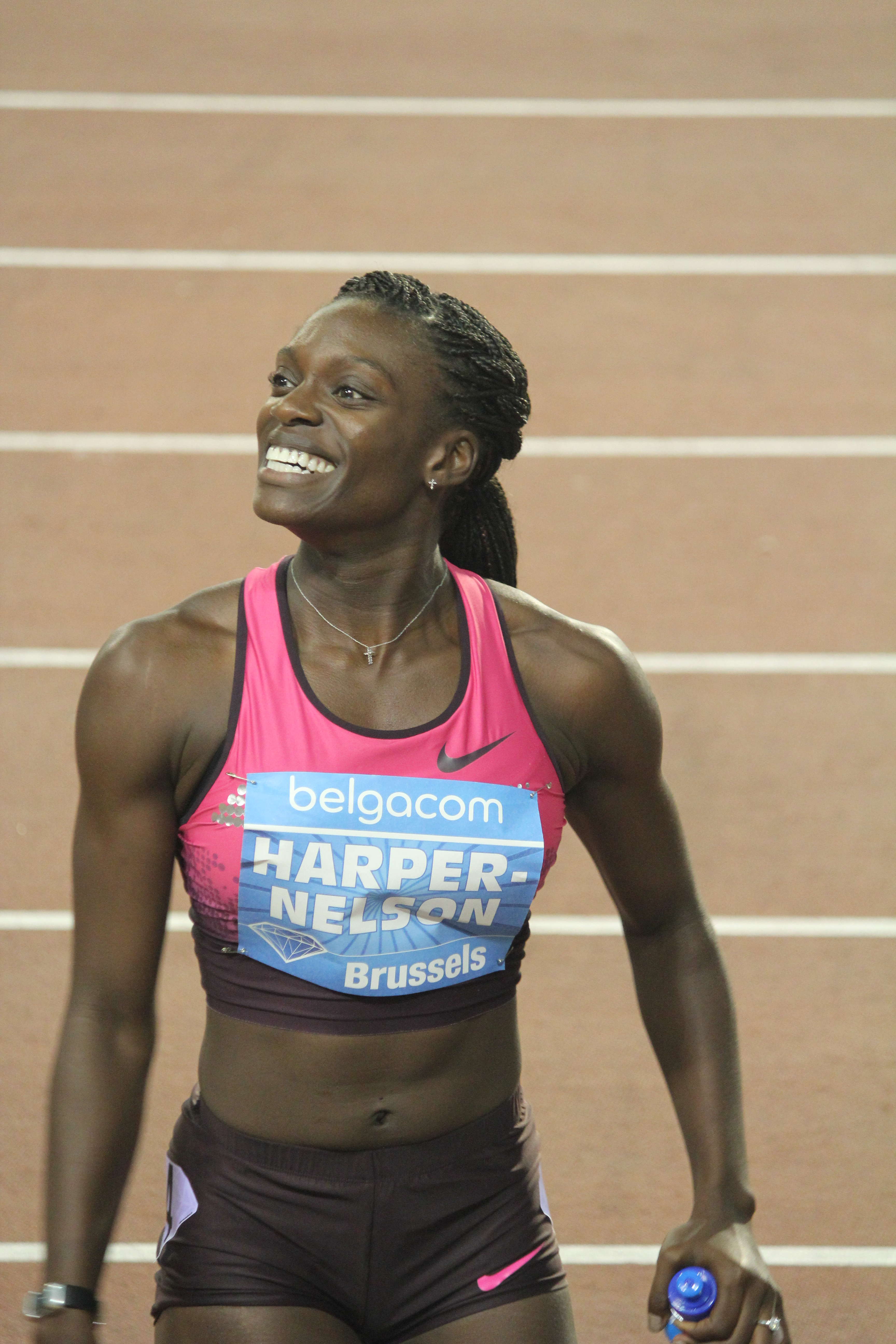
Dawn Harper-Nelson al Memorial Van Damme 2013

| Anno | Manifestazione  | Sede    | Evento   | Risultato  | Prestazione | Note                                     |
| ---- | --------------- | ------- | -------- | ---------- | ----------- | ---------------------------------------- |
| 2008 | Giochi olimpici | Pechino | 100 m hs | Oro        | 12"54       | Miglior prestazione personale            |
| 2009 | Mondiali        | Berlino | 100 m hs | 7ª         | 12"81       |                                          |
| 2011 | Mondiali        | Taegu   | 100 m hs | Bronzo     | 12"47       | Miglior prestazione personale            |
| 2012 | Giochi olimpici | Londra  | 100 m hs | Argento    | 12"37       | Miglior prestazione personale            |
| 2013 | Mondiali        | Mosca   | 100 m hs | 4ª         | 12"59       |                                          |
| 2015 | Mondiali        | Pechino | 100 m hs | Semifinale | dnf         |                                          |
| 2017 | Mondiali        | Londra  | 100 m hs | Argento    | 12"63       | Miglior prestazione personale stagionale |

## Campionati nazionali
- 4 volte campionessa nazionale dei 100 metri ostacoli (2009, 2012, 2014, 2015)
- 1 volta campionessa nazionale juniores dei 100 metri ostacoli (2003)

2003
- Oro ai campionati statunitensi juniores, 100 m hs - 13"28 w

2008
- Bronzo ai campionati statunitensi, 100 m hs - 12"62 w

2009
- Oro ai campionati statunitensi, 100 m hs - 12"36 w

2011
- Bronzo ai campionati statunitensi, 100 m hs - 12"65

2012
- Oro ai campionati statunitensi, 100 m hs - 12"73

2014
- Oro ai campionati statunitensi, 100 m hs - 12"55

## Altre competizioni internazionali
2008

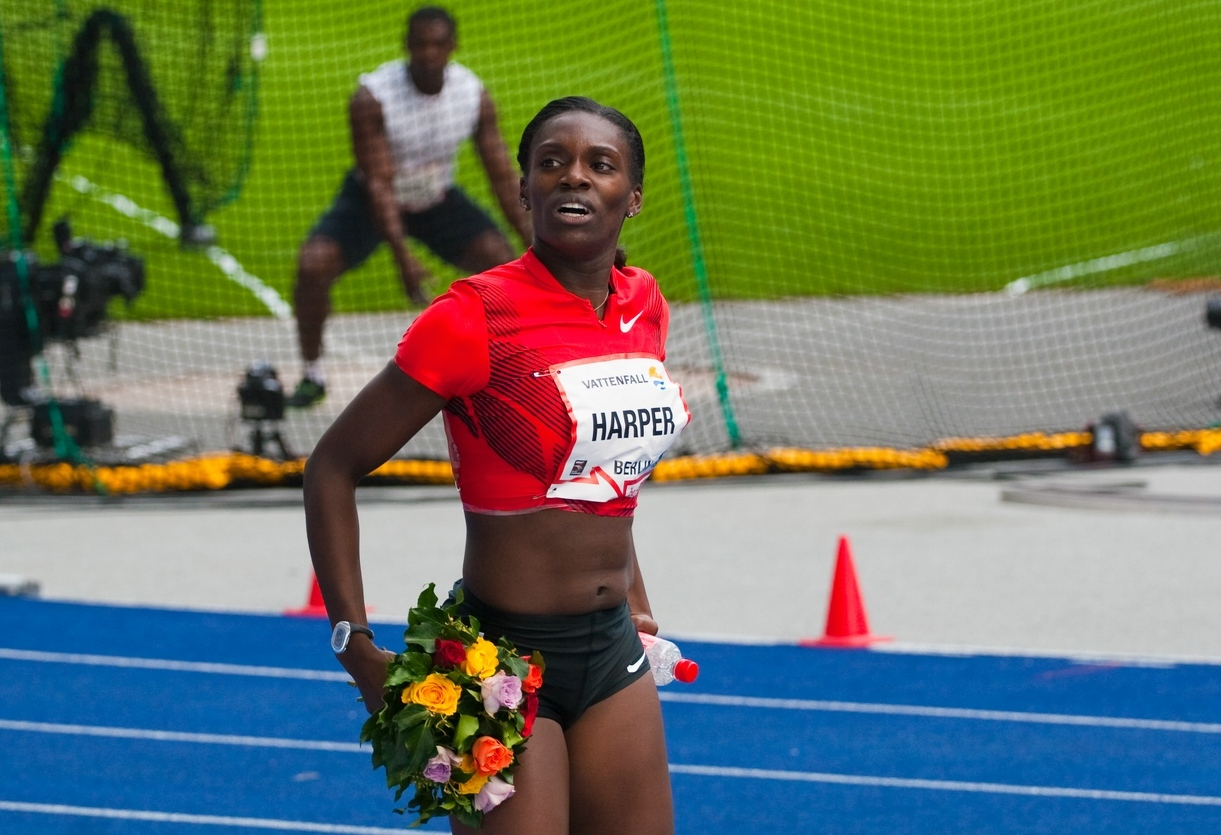
Dawn Harper-Nelson al meeting ISTAF del 2011

- Bronzo alla World Athletics Final ( Stoccarda), 100 m hs - 12"67

2009
- Argento alla World Athletics Final ( Salonicco), 100 m hs - 12"61

2012
- Vincitrice della Diamond League nella specialità dei 100 m hs (16 punti)

2013
- Vincitrice della Diamond League nella specialità dei 100 m hs (24 punti)

2014
- Oro in Coppa continentale ( Marrakech), 100 m hs - 12"47
- Vincitrice della Diamond League nella specialità dei 100 m hs (21 punti)

2015
- Vincitrice della Diamond League nella specialità dei 100 m hs (18 punti)